# سالنامه مالایی

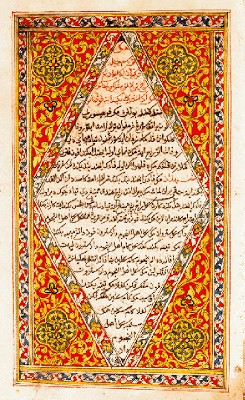
دیباچه یک نسخه به خط جاوی از سالنامه مالایی

سالنامه مالایی (مالایی: Sejarah Melayu، جاوی: سجاره ملایو) با نام اصلی تبارشناسی پادشاهان یک اثر ادبی است که تاریخچه‌ای رمانتیک از مبدأ این تمدن را ارائه می‌دهد. این اثر که بین قرن‌های ۱۵ و ۱۶ تألیف شده‌است، یکی از بهترین آثار ادبی و تاریخی در زبان مالایی به‌شمار می‌رود.

## ترجمه‌ها
تعدادی ترجمه انگلیسی از سالنامه مالایی وجود دارد که اولین آنها توسط جان لیدن در سال ۱۸۲۱ با مقدمه‌ای از سِر استامفورد رافلز منتشر شده‌است. ترجمه‌ای دیگر توسط سی.سی. براون در سال ۱۹۵۲ منتشر شد.